# Parerupa psammoleuca
Parerupa psammoleuca là một loài bướm đêm trong họ Crambidae.